# Cathaya
Cathaya género de Pinaceae del que sólo se conoce una especie Cathaya argyrophylla. Cathaya está dentro de la subfamilia Laricoideae (Cedrus,  Larix). Una segunda especie, C. nanchuanensis, se considera hoy la misma.
Cathaya  se restringe al sur de  China (Guangxi, Guizhou, Hunan y el sudeste de Sichuan). A 950-1800 m de altitud en suelos de limo.
Las hojas miden  2,5-5 cm  pierden vellosidad con el crecimiento y se disponen en espiral. Su piña mide 3-5 cm  y porta 2 únicas semillas.
Se han encontrado fósiles de especies parecidas en Europa de unos 10 -30 millones de años (carbón marrón).